# Nombela
Nombela – gmina w Hiszpanii, w prowincji Toledo, w Kastylii-La Mancha, o powierzchni 121,56 km². W 2011 roku gmina liczyła 1021 mieszkańców.